# Storia dell'Ungheria
La storia dell'Ungheria può essere fatta risalire all'inizio del Medioevo, quando la regione precedentemente nota come Pannonia fu colonizzata dal popolo nomade dei Magiari, provenienti dalle aree centro-settentrionali dell'odierna Russia.

## Origini
La Pannonia, nel cui territorio anticamente abitavano varie popolazioni germaniche, Celti, Sciti e Sarmati, fu conquistata e resa provincia romana nel 35 a.C., ed ebbe grande importanza nel sistema difensivo romano nei confronti delle popolazioni barbariche. Quando queste riuscirono a superare il limes romano, la Pannonia dovette piegarsi al loro passaggio, fino a che, nel VI secolo, fu conquistata da varie popolazioni turche sottoposte agli Avari, che vi crearono un forte regno, che ebbe anche intensi rapporti con i Longobardi d'Italia; essi si cristianizzarono verso il VIII secolo.
Nel 796 Carlo Magno sbaragliò il regno degli Avari e la regione si aprì ancor di più a nuove popolazioni: Bulgari e soprattutto Slavi, che crearono il regno della Grande Moravia. A quel tempo gli Ungari erano un popolo delle steppe formato da sette tribù, riconducibili prevalentemente al ceppo linguistico ugrico, la principale delle quali era quella dei Magiari. Muovendo dagli Urali, con una migrazione che durò vari secoli, attraverso la Khazaria (attuale Ucraina), gli Ungari si insediarono nel bacino del Danubio.

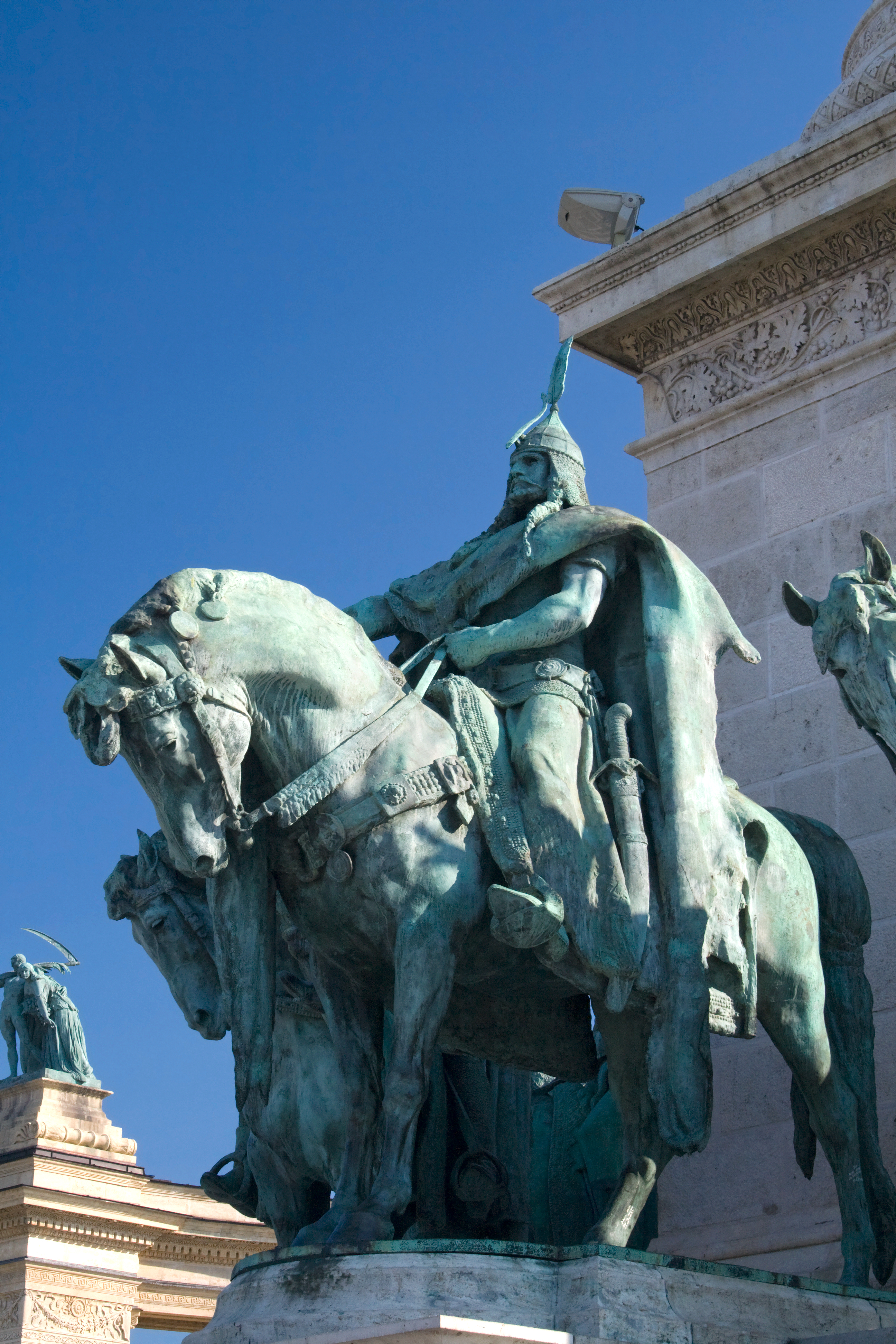
Statua di Árpád in piazza degli Eroi a Budapest.

Alla fine del IX secolo il regno della Grande Moravia fu scosso da una crisi di successione, seguita alla morte di Svatopluk I (894). Guidati dal loro capo Árpád, nell'896 gli Ungari invasero le pianure del medio Danubio. Nelle successive battaglie combattute tra il 904 ed il 907 i due principi ereditari della Grande Moravia, Mojmír II e Svatopluk II, persero entrambi la vita, portando alla rovina dell'esercito moravo nella battaglia di Presburgo combattuta tra il 4 luglio ed il 9 agosto 907, sancendo la fine del Regno della Grande Moravia. 
I Magiari poterono stabilirsi in maniera definitiva nel territorio, dando vita a un regno stabile, che riuscì ad unificare sotto di sé le sei diverse tribù originarie e tutti i popoli che già abitavano il bacino dei Carpazi.
Di queste peregrinazioni degli Ungari nell'Europa orientale rimangono molte leggende e storie, la più famosa delle quali è quella dei due fratelli Hunor e Magor, i quali - nel tentativo di abbattere un cervo che stavano cacciando - finirono sulle coste del Mar Nero, nella regione detta Meotis, abitata dagli Alani. Sempre secondo la leggenda i due fratelli avrebbero sposato delle locali principesse alane, dando origine rispettivamente al popolo degli Unni e dei Magiari (almeno nella versione della leggenda che si trova nell'opera Gesta Hunnorum et Hungarorum scritta nel 1283 da Simone di Kéza, sacerdote al servizio del re ungherese Ladislao IV il Cumano).
L'idea che gli Ungari derivassero dagli Unni e dagli Sciti fu coltivata fino al XIX secolo e trova autorevoli riscontri nelle opere di vari storiografi ungheresi antichi, tra i quali spicca l'Anonimo della Gesta Hungarorum (che utilizza come fonte anche Exordia Scythica di Justinus del II secolo d.C.).
Secondo lo storico ungherese Gyula László, la classe dominante e la cavalleria armata del popolo di Arpad era turca (non è un caso che dieci nomi di tribù ungheresi di Árpád hanno sicura etimologia ungherese, mentre gli altri hanno etimologia sicuramente non ungherese, turca in prevalenza).
Ma poiché i nomi degli insediamenti degli ungheresi di Árpád hanno sicura etimologia ungherese, lo storico Gyula László ha ipotizzato che all'arrivo nell'896 di Árpád il bacino dei Carpazi fosse già abitato, mischiati con Avari, da gruppi etnici ungari, giunti nell'attuale Ungheria intorno al 670 d.C. e conosciuti con il nome turco on-ugor (dieci tribù; da cui deriverebbe il nome ungheresi). Questa teoria - detta della "doppia conquista della patria" -, dopo una certa fama durante i primi decenni del Novecento (in relazione alla diffusione di panturchismo e turanismo) ed anche durante il regime socialista, è stata notevolmente ridimensionata dagli studi più recenti.

## Nel Medioevo
Durante i secoli successivi alla conquista della patria si gettarono le basi per un governo forte, unitario e centralizzato, dedito all'ampliamento dei confini territoriali, a discapito delle vicine Slavonia, Croazia e Dalmazia, e all'affermazione dei privilegi dell'aristocrazia agraria (privilegi che manterrà fino alla seconda guerra mondiale).
Al termine di questi quattro secoli si alternano al trono diverse dinastie:
- la dinastia degli Angioini, sotto i quali l'Ungheria annesse la Baviera, la Boemia e la Lituania;
- la dinastia dei Lussemburgo con Sigismondo di Lussemburgo;
- la dinastia degli Jagelloni, di origine polacca;
- la dinastia Hunyadi-Corvino, di cui il massimo esponente fu Mattia Corvino (1458-1490).

Grazie alle azioni in campo economico, politico e militare intraprese da Mattia Corvino, il principe rinascimentale per eccellenza, l'Ungheria riuscì a garantirsi una supremazia militare sull'impero ottomano fino agli inizi del XVI secolo. Ma la lotta dei popoli del medio-basso corso del Danubio, Ungheresi in testa, non poteva esser sufficiente senza l'appoggio di tutta la cristianità. Enea Silvio Piccolomini, già nunzio nell'Europa danubiana, lo aveva ripetuto più volte e soprattutto dopo esser diventato papa con il nome di Pio II.

A parole, tutti i sovrani d'Europa si dicevano pronti alla lotta, ma in concreto poi facevano ben poco. Di fronte all'avanzata minacciosa delle truppe turche nel Balcani, gli Ungheresi avevano mandato a due riprese, alla dieta di Spira del 1523 e a quella di Norimberga del 1524, delegazioni per implorare l'aiuto militare del Sacro Romano Impero. I tedeschi tutte e due le volte avevano risposto con un rifiuto. Sembrava che, tutto sommato, anche alla Casa d'Austria il Turco alle porte non dispiacesse più di tanto.
Sotto il regno degli Hunyadi, l'Ungheria (che dal 1541 al 1700 assunse il nome Ungheria Reale) si trovò ad essere il campo di battaglia fra l'Austria asburgica da una parte e l'Impero ottomano dall'altra.Questa situazione portò a diverse ribellioni da parte della popolazione ungherese, che furono prontamente utilizzate a proprio vantaggio dai Turchi.

## Dominazione turca
Con la battaglia di Mohács, nel 1526, l'Ungheria venne sconfitta dai Turchi e divisa in tre parti: ad ovest e a nord, la cosiddetta "Ungheria Reale", controllata dagli Asburgo; ad est il principato di Transilvania, tributario della Sublime porta, ed a sud l'Ungheria ottomana, divisa nei "vilajeti" di Buda e Temesvár (l'odierna Timişoara).
Mentre la Transilvania era un principato autonomo retto da sovrani protestanti, le regioni del centro e del sud dell'Ungheria direttamente controllate da funzionari della Sublime Porta vennero organizzate sul modello delle altre province dell'impero ottomano: governatori turchi si stabilirono nelle principali città, mentre ampie regioni si spopolarono. Molti contadini, infatti, erano fuggiti al nord al seguito dei loro padroni o si erano dati al banditaggio, mentre gli artigiani turchi si erano sostituiti a quelli ungheresi e le chiese e i conventi cristiani erano stati trasformati in moschee, in luoghi di ritrovo islamici e in bagni termali.

## L'Ungheria asburgica
L'Ungheria detta "regia", quella costituita dalle regioni nord-orientali del Paese, era l'unica parte dello Stato ungherese a cadere sotto il diretto controllo degli Asburgo. Questa parte d'Ungheria dai tempi di Ferdinando I, fratello minore di Carlo V, fino alla fine del XVII secolo garantì la sicurezza dei confini asburgici orientali e meridionali. Fu proprio da queste regioni che alla fine del XVII secolo partì l'offensiva dei crociati, che in mezzo secolo portò alla liberazione di tutta l'Ungheria dagli ottomani. A quel tempo l'impero ottomano aveva già iniziato ormai la sua lenta ma inesorabile discesa, e gli austriaci decisero di approfittare della situazione.
Nel 1683, allo scoppio della quinta guerra austro-turca fu stipulato il patto della Lega Santa contro gli ottomani. Il re di Polonia Giovanni III Sobieski, l'imperatore Leopoldo I d'Asburgo e la Repubblica di Venezia stipularono un accordo il cui scopo esclusivo era la lotta contro i turchi. Il primo obiettivo fu la liberazione di Buda e il 2 settembre 1686 le truppe imperiali conquistarono la fortezza. Il 12 agosto 1687 ebbe luogo la seconda battaglia di Mohács, nella quale l'esercito imperiale, guidato dal duca Carlo V di Lorena, inflisse ai turchi una grave sconfitta, in seguito alla quale il duca di Lorena poté liberare Osijek e la Slavonia, mentre la Transilvania fu nuovamente annessa all'Ungheria. Gli ungheresi accolsero con gioia l'evento, anche se non si facevano certamente illusioni sugli intenti degli Asburgo; condizionata da questi risultati, la Dieta ungherese del 1687 riconobbe alla casa d'Asburgo l'ereditarietà della corona, nel senso che gli ungheresi si impegnarono a non eleggere come sovrano nessun altro che il primogenito del re di Casa d'Austria.
Il novenne primo figlio dell'imperatore Leopoldo I, Giuseppe, divenne così re d'Ungheria. In questo modo, per la corte degli Asburgo cadevano anche gli ultimi ostacoli giuridici ad una completa ed illimitata colonizzazione di un Paese che in passato era stato tra i più ricchi d'Europa, con una popolazione pari almeno a quella dell'Inghilterra, e che faceva gola soprattutto per le fertili regioni agricole e i giacimenti minerari (compreso l'oro) del nord e della Transilvania. In meno del previsto le truppe imperiali liberarono il Paese: nel 1688 cadde Belgrado e con la battaglia decisiva di Zenta, vinta dagli imperiali guidati da Eugenio di Savoia, i turchi furono cacciati definitivamente dall'Ungheria. La pace firmata a Carlowitz nel 1699 mise fine a centocinquanta anni di occupazione ottomana.
Ma, nonostante l'incoronazione dell'arciduca d'Austria Giuseppe I come re d'Ungheria, sarà solo nel 1711, con Carlo VI che gli Ungheresi riconosceranno il legame con l'Austria, legame che si protrarrà non senza contrasti fino alla prima guerra mondiale. Iniziarono a svilupparsi i primi movimenti nazionalisti, sfociati nei moti del 1848 che portarono alla formazione di un governo indipendentista guidato dal liberal-democratico Lajos Kossuth (1802-1894), il quale proclamò l'indipendenza dell'Ungheria dall'Austria e avviò un programma di riforme di carattere socioeconomico.
Alla dichiarazione d'indipendenza ungherese, l'Austria reagì, sostenuta dalla Russia, con la guerra che portò alla sconfitta del movimento indipendentista e alla riannessione dell'Ungheria alla corona asburgica. Venne dato il via ad un progetto di snazionalizzazione (germanizzazione degli ungheresi) che venne presto abbandonato in favore del cosiddetto Compromesso (Ausgleich) del 1867, con il quale l'Impero assumeva la denominazione di Austro-Ungarico e le due parti dello stesso (la Cisleithania austriaca e la Transleithania ungherese) godevano di ampia autonomia reciproca, pur restando l'imperatore Francesco Giuseppe sovrano di entrambe. L'autonomia prevedeva inoltre che l'Ungheria rimanesse legata all'Austria per quanto riguardava la politica estera, militare (anche se poté dotarsi di una milizia statale) e finanziaria. L'anno successivo, le richieste reiterate di autonomia da parte dei croati (il cui territorio ricadeva nella Transleithania, ovvero nella sfera di influenza di Budapest) portarono il governo magiaro ad un accordo, la Nagodba ("Compromesso" in ungherese), con cui si concedeva ai croati una certa autonomia soprattutto in campo culturale e linguistico. Nel Regno d'Ungheria fu approvata la legge sulle nazionalità (1868) e nel contempo fu perseguita una politica di magiarizzazione ostile alle nazionalità non magiare, che erano complessivamente più della metà dei cittadini del Regno d'Ungheria.

## Periodo interbellico e seconda guerra mondiale
Con la prima guerra mondiale la situazione ungherese precipitò. Nel 1918 il malcontento dilagò, portando ad un'insurrezione popolare che proclamò la nascita di una repubblica basata sull'autodeterminazione dei popoli e che sancì il ritiro dalla guerra. Nel frattempo, i comunisti si organizzavano proclamando la Repubblica dei Consigli, guidata da Béla Kun, combattuta e vinta da Miklós Horthy e dall'intervento dell'esercito romeno. Miklós Horthy si proclamò reggente del Regno d'Ungheria e instaurò un governo reazionario, che finì verso la seconda metà del periodo interbellico con l'allearsi nel corso della seconda guerra mondiale con le forze dell'Asse.
Il cattivo andamento della guerra convinse Horthy a cercare uno sganciamento dalla guerra, ma la Germania promosse un colpo di Stato che portò al governo il Partito delle Croci Frecciate (guidato da Ferenc Szálasi), alleato dei tedeschi. La guerra terminò con la caduta di Budapest occupata dalle truppe sovietiche, che imposero un governo amico. Il nuovo governo attuò varie riforme, fra cui quella agraria che toglieva il potere dalle mani dell'aristocrazia terriera, e si avvicinò alla politica sovietica.

## L'Ungheria socialista

Bandiera della Repubblica Popolare d'Ungheria (Magyar Népköztársaság) fra il 1949 e il 1956

Nel 1947 i comunisti erano riusciti nell'intento di "epurare" e indebolire gli altri partiti della coalizione, e, nelle elezioni tenute in quell'anno, erano diventati il maggior partito del paese, ottenendo quindi una posizione predominante nel "fonte popolare indipendente". Entro l'estate del 1948, i comunisti avevano ormai abbandonato ogni tentativo di mantenere una parvenza di democrazia. Il Partito Socialdemocratico cessò di esistere di fatto come organizzazione indipendente, quando i suoi membri vennero costretti a confluire con i comunisti nel Partito dei Lavoratori Ungheresi.
Il 18 agosto 1949 il Parlamento approvò la nuova costituzione, la prima carta fondamentale scritta nella storia del paese, sulla falsariga della costituzione sovietica del 1936. Furono rafforzati i legami con l'URSS, anche attraverso accordi economici e militari. Principale avversaria del socialismo, sul piano interno, era la Chiesa, che vide la confisca delle proprietà e la statalizzazione dell'istruzione.
Sul piano economico, fu attuata la collettivizzazione forzata delle terre e favorito lo sviluppo dell'industria pesante. Quest'orientamento economico, però, fu solo causa di una grave recessione. Con la morte di Stalin e il disgelo, la situazione cambiò: si pose termine alla collettivizzazione delle terre e venne dato impulso allo sviluppo di un apparato di industria leggera. Ma, nonostante tutto, la crisi economica e il pesante clima politico continuarono.
Nel 1956, studenti e operai insorsero a Budapest portando al potere Imre Nagy, un moderato antisovietico che propose il ritiro dal Patto di Varsavia e la partecipazione all'ONU. Il 4º novembre, l'Armata rossa invase l'Ungheria, reprimendo nel sangue i moti rivoluzionari, con oltre 3 500 vittime (circa 2.800 ungheresi, 700 sovietici e 225 giustiziati). Come primo ministro fu installato János Kádár, che allineò  la politica estera ungherese a quella di Mosca in cambio di una certa autonomia interna. Di conseguenza, negli anni sessanta la situazione migliorò: venne stipulato con la Chiesa un concordato, ripresero i rapporti diplomatici ed economici con i Paesi occidentali, venne favorito lo sviluppo agricolo e industriale e venne modernizzato l'apparato statale.
Il 23 agosto del 1989, l'Ungheria incominciò a smantellare la Cortina di ferro, causando l'esodo di migliaia di tedeschi della DDR (incominciato l'11 settembre dello stesso anno) e quindi la caduta del Muro di Berlino. Nell'ultimo congresso del Partito Comunista Ungherese, si optò un cambio di nome in Partito Socialista Ungherese, segnando formalmente la dissoluzione della Repubblica popolare.
Con la caduta della Cortina di ferro e il conseguente scioglimento del Patto di Varsavia, la dissoluzione dell'Unione Sovietica e il rovesciamento del sistema comunista, il paese si avvicinò verso modelli politici-economici dell'Europa occidentale.

## Transizione alla democrazia e all'economia di mercato
Oggi l'Ungheria è una repubblica divisa in 19 contee e 6 distretti. A livello economico l'agricoltura produce soprattutto cereali, l'allevamento è di tipo estensivo, il sottosuolo è ricco di minerali e petrolio e l'industria pesante è la più sviluppata.
L'Ungheria ha presentato domanda d'adesione all'UE il 31 marzo 1994 e quattro anni dopo ha iniziato i negoziati d'adesione. Nel vertice UE di Copenaghen del 13 dicembre 2002 fu deciso che dal 1º maggio 2004 l'Ungheria (assieme ad altri 9 Stati) entrasse a far parte dell'Unione europea, decisione che venne confermata il 12 aprile 2003 con un referendum al quale partecipò il 45% degli aventi diritto al voto e nel quale l'84% dei votanti votò a favore dell'UE.Oltre che nell'UE, dal 23 dicembre 2007 l'Ungheria è nell'area Schengen ma non ha adottato l'euro come moneta corrente, bensì continua a utilizzare come moneta il fiorino ungherese.
Nel 2010 Viktor Orbán, leader del partito Fidesz già primo ministro tra il 1998 e il 2002, è ritornato al potere orientando sempre più a destra l'azione di governo e dando avvio a un regime politico definito "democrazia illiberale".